# Casa Coll i Regàs
La casa Coll i Regàs è un edificio modernista realizzato nel 1898 dall'architetto  Josep Puig i Cadafalch per un'importante famiglia borghese di Mataró.
La casa Coll i Regàs non è molto ampia, a causa del prezzo elevato dei terreni della zona, ed è composta da due piani collegati da una grande scalinata e da una bassa soffitta. L'elemento decorativo, ottenuto attraverso la ceramica, è presente in tutte le stanze ma soprattutto nella sala centrale, illuminata dalla luce naturale grazie a una grande vetrata.
La facciata presenta decorazioni in stucco, ceramiche decorate, elaborate grate in ferro battuto alle finestre, colonne tortili ed una scultura rappresentante la Filosofia, opera di Eusebi Arnau posta sopra la porta d'ingresso.